# Khách sạn huyền bí 2
Khách sạn huyền bí 2 là một bộ phim hoạt hình máy tính 3D hài tưởng tượng do Sony Pictures Animation sản xuất. Đây là phần tiếp theo của Khách sạn huyền bí (2012).Phim của đạo diễn Genndy Tartakovsky và Robert Smigel biên kịch. Phim có sự tham gia của Adam Sandler, Andy Samberg, Selena Gomez, Kevin James, Steve Buscemi, David Spade, Keegan-Michael Key và Mel Brooks. Phim dự kiến sẽ được phát hành vào ngày 25 tháng 9 năm 2015 bởi Columbia Pictures.

## Phân vai lồng tiếng
- Adam Sandler vai Bá tước Dracula, ba của Mavis và là chủ khách sạn. (lồng tiếng Việt: Hữu Châu)
- Andy Samberg vai Jonathan ("Johnnystein"), một người trở thành bạn của nhữmg con quái vật ở phim đầu tiên [5] (lồng tiếng Việt: Ông Cao Thắng)
- Selena Gomez vai Mavis, em gái ma cà rồng trẻ tuổi.[6] (lồng tiếng Việt: Đông Nhi)
- Asher Blinkoff vai Dennis, con trai của Mavis và Jonathan và cháu ngoại của Dracula. (lồng tiếng Việt: Trọng Khang)
- Mel Brooks vai Vlad, một con ma cà rồng, ba của Bá tước Dracula và ông của Mavis[6]
- Kevin James vai Frank/Frankenstein, một người bạn thân của Bá tước Dracula.[6] (lồng tiếng Việt: Nguyễn Trí Luân)
- Steve Buscemi vai Wayne,.[6] (lồng tiếng Việt: Hòa Bình)
- David Spade vai Griffin the Invisible Man, một người bạn rhân của bá tước Dracula[7] (lồng tiếng Việt: Đức Thịnh)
- Keegan-Michael Key vai Murray,[6] (lồng tiếng Việt: Thiên Bảo)
- Fran Drescher as Eunice, the wife of Frankenstein.[6]
- Molly Shannon vai Wanda,[8]
- Nick Offerman vai Mike, ba củaJonathan[9]
- Megan Mullally vai Linda, mẹ của Jonathan[9]